# Яланский, Андрей Викторович
Андрей Викторович Яла́нский (род. 19 октября 1959, Киев) — советский и украинский художник и преподаватель, профессор, проректор по учебно-педагогической работе Национальной академии изобразительного искусства и архитектуры, заслуженный художник Украины (1998), народный художник Украины (2012). Член Национального союза художников Украины (с 1989 года). Участник советских и международных выставок.

## Биография
Андрей Викторович Яланский родился 19 октября 1959 года в Киеве в семье художника-графика Виктора Яланского. Учился в частной студии художника В. Зарецкого. В 1984 году окончил Киевский художественный институт, где учился у А. Пламеницкого и В. Шаталина.
С 1989 по 1991 год учился в Академической мастерской АХ СССР в Киеве. В 1984 году получил должность доцента на кафедре живописи и композиции Киевского государственного художественного института. В 2004 году стал деканом факультета изобразительного искусства. В 2011 году был назначен проректором академии.
В 2012 году был членом Комиссии по назначению стипендий президента Украины для наиболее одарённых молодых художников Украины. С 4 по 28 июля 2012 года в музее на Тарасовой горе прошла персональная выставка Андрея Викторовича Яланского.
В 2016 году был сопредседатель Государственной экзаменационной комиссии Винницкого училища культуры и искусств имени М. Д. Леонтовича и Тульчинского училища культуры.
Работы художника выставляются на аукционах Филлипс де Пюри и Кристис и представлены в коллекциях Национального художественного музея Украины, Государственной Третьяковской галереи, Национального музея имени Т. Шевченко и других музеев Украины, а также находятся в частных собраниях коллекционеров многих стран мира.